# Salix tenella
Salix tenella är en videväxtart som beskrevs av Camillo Karl Schneider. Salix tenella ingår i släktet viden, och familjen videväxter. Utöver nominatformen finns också underarten S. t. trichadenia.